# Taulidesmella tabatinga
Taulidesmella tabatinga är en mångfotingart som beskrevs av Sergei I. Golovatch 1998. Taulidesmella tabatinga ingår i släktet Taulidesmella och familjen fingerdubbelfotingar. Inga underarter finns listade i Catalogue of Life.